# Oh L'Amour
«Oh L'Amour» es el tercer sencillo publicado por grupo inglés de música electrónica Erasure, lanzado en 1986. Se trata de una canción compuesta por Vince Clarke y Andy Bell.

## Descripción
«Oh L'Amour» fue el tercer sencillo adelanto del álbum Wonderland. Este sencillo tampoco tuvo éxito en la tierra natal de Erasure; sólo llegó al puesto 85 las listas británicas, pero sí le fue bien en Alemania, donde llegó al puesto 16 y en Francia, donde se colocó en el puesto 14. Más allá de las listas, "Oh L'Amour" se transformó en un clásico de las actuaciones en vivo del grupo, algo que quedaría plasmado un año más tarde en el álbum en directo The Two Ring Circus. También llegó a ser un éxito en algunos países como Argentina, Chile, Uruguay y el resto de Sudamérica, siendo el tema más representativo de la banda.

## Lista de temas
| CD Sencillo Re-Release (CDMUTE45) 1. «Oh L'Amour» 3:04 2. «March On Down The Line» 3:42 3. «Oh L'Amour» (Remix) 5:55 4. «March On Down The Line» (Remix) 6:04 5. «Gimme! Gimme! Gimme!» 3:53 CD Sencillo Re-Release (INT 826.769) 1. «Oh L'Amour» 3:04 2. «March On Down The Line» 3:42 3. «Oh L'Amour» (Remix) 5:55 4. «Gimme! Gimme! Gimme!» 3:53 CD Sencillo (CD12MUTE45) / (INT 826.840) 1. «Oh L'Amour» (Re-mix) 5:55 2. «March On Down The Line» (Remix) 6:04 3. «Gimme! Gimme! Gimme!» 3:53 | 12" Vinilo Sencillo (12MUTE45) / (INT 126.840) / (Sire 20471-0) - A1 «Oh L'Amour» (12″ Remix) 5:55 - B1 «March On Down The Line» (Remix) 6:04 - B2 «Gimme! Gimme! Gimme!» 3:53 12" Vinilo Sencillo (L12MUTE45) / (INT 126.848) / (Sire 20488-0) (1) - A1 «Oh L'Amour» (PWL Funky Sisters Say 'Ooh La La') 7:12 - B1 «Gimme! Gimme! Gimme!» (Remix) 4:50 - B2 «March On Down The Line» (Remix) 6:04 7" Vinilo Sencillo (MUTE45) / (INT 111.835) - A «Oh L'Amour» 3:04 - B «March On Down The Line» 3:42 7" Vinilo Sencillo (Sire 7-28614) - A «Oh L'Amour» 3:04 - B «Gimme! Gimme! Gimme!» 3:53 |

(1)Como parte de la promoción original, en Alemania se editó este sencillo, reemplazando March On Down The Line con una versión de Oh L'Amour cantada en alemán por una artista local llamada Susanne Störrle pero con la música original. La letra en alemán fue adaptada por Daisy Dörmann.

### Créditos
«March On Down The Line» fue compuesta por Clarke/Bell y originalmente no formó parte de la edición inglesa del álbum Wonderland. Se agregó años más tarde como bonus track en la edición en CD. «Gimme! Gimme! Gimme!» es una versión del tema de ABBA, compuesto por Andersson/Ulvaeus, que viene precedido por una parte de otro tema del mismo grupo, «Money, Money, Money», compuesto por Andersson/Ulvaeus/Anderson. La conexión de Erasure con ABBA será algo que repetirían en el futuro, con la introducción de «Mamma Mia» y en 1992 con el EP Abba-esque.

### Video
El video musical original, dirigido por Peter Hamilton y Alistair Rae, muestra una actuación en estudio del dúo, en el que también participan dos coreutas y en una parte muestran imágenes de su primera gira Wonderland Tour. Posteriormente se realizó otro video que mezclaba imágenes del video original con la del recital de Live at the Seaside de la gira The Circus Tour de 1987 en el Brightom Dome Theatre.

### Datos adicionales
El arte original de Oh L'amour incluía imágenes de Thomas y sus amigos de los personajes Percy la locomotora a vapor color verde N'6 (mejor amigo de Thomas) y Rheneas (locomotora de vías estrechas). Como fue hecho sin tener los permisos correspondientes, esta tapa fue reemplazada por una tapa negra con el nombre del sencillo y de la banda.

### Versiones
- En 1987, la banda sueca OL-Gymnasiet Åmål realizó su canción "Idioten", con la música de Oh L'Amour pero con otra letra, para su sencillo Träningsnarkomanesa. En dicho disco, los créditos figuran, letrasː D. Richardsson, músicaː A. Bell, V. Clarke.
- En 1987, la banda inglesa Dollar realizó una versión de «Oh L'Amour» que llegó al puesto número 7 las listas británicas.
- En 1992, la banda sueca Webstrarna hizo una versión en su EP tributo Erasure-Esque.
- En 2007, los argentinos DJ Dero y Ale Sergi del grupo Miranda! editaron una versión de «Oh L'Amour».

## Oh L'Amour - August mix
Oh L'Amour - August mix es el vigesimonoveno disco sencillo publicado del grupo inglés de música electrónica Erasure, lanzado en 2003.

## Datos adicionales
- Oh L'Amour - August mix: Fue el único sencillo que se extrajo del álbum recopilatorio Hits! The Very Best of Erasure, el cual contiene una selección de algunos de los grandes éxitos de Erasure.
- Oh L'Amour - August mix: Es, en realidad, una versión remozada de «Oh L'Amour», el tercer sencillo de la banda, que fuera editado 17 años antes. Esta versión fue remezclada por Sie Medway-Smith y por Daniel Miller -el dueño de Mute Records-, además cuenta con una guitarra acústica adicional provista por Nic Johnston, quien ya había trabajado previamente con la banda.
- Oh L'Amour - August mix: Llegó al puesto número 13 del ranking británico -mejorando 72 puestos la ubicación del sencillo original-. Sin embargo, sólo alcanzó la colocación número 59 en el ranking de Alemania, donde el sencillo original había sido un gran éxito, alcanzando el puesto 16. En DInamarcalogró el puesto 7.[3][7]

## Video musical
También cuenta con un video musical realizado para su promoción, en el que se superponen diversas imágenes de videos y actuaciones en vivo varias de todas las épocas, hasta ese momento, con un fondo espacial, hechas por Erasure. Para este video se utilizó el remix de Carsten Kroeyer y no el August mix.

## Lista de temas
| CD Sencillo (CDMUTE312) 1. «Oh L'Amour» (August Mix) 3:08 2. «Love Me all Night Long» 3:52 3. «Nothing Lasts Forever» 3:30 CD Sencillo (LCDMUTE312) 1. «Oh L'Amour» (LMC Extended Remix) 5:42 2. «Oh L'Amour» (Shanghai Surprize Remix) 6:48 3. «Oh L'Amour» (Kenny Hayes Remix) 7:00 DVD Sencillo (DVDMUTE312) 1. «Oh L'Amour» (Carsten Kroeyer Mix) 3:28 2. «Oh L'Amour» (Dark Brothers & Andy Bell Mix) 4:29 3. «Victim Of Love» (Live In Copenhagen, June 2003) 4:20 CD Maxi Sencillo (92342) 1. «Oh L'Amour» (August Mix) 3:08 2. «Love Me All Night Long» 3:52 3. «Nothing Lasts Forever» 3:30 4. «Oh L'Amour» (LMC Extended Mix) 5:42 5. «Oh L'Amour» (Carsten Kroeyer Mix) 3:28 6. «Victim Of Love» (Live in Copenhagen) From 'The Other Tour' (Video) 4:20 | 3" CD Sencillo (CDMUTE312) 1. «Oh L'Amour» (August Mix) 3:08 2. «Oh L'Amour» (LMC Extended Mix) 5:42 Internet (iMUTE312) 1. «Oh L'Amour» (Mark Towns Mix) 7:20 Vinilo Promo (P12MUTE312) - A. «Oh L'Amour» (LMC Extended Remix) 5:42 - B. «Oh L'Amour» (Kenny Hayes Remix) 7:00 - C. «Oh L'Amour» (Shanghai Surprize Remix) 6:48 - D. «Oh L'Amour» (LMC Instrumental Remix) 5:42 CD Promo (RCDMUTE312) 1. «Oh L'Amour» (August Mix) 3:08 2. «Oh L'Amour» (Carsten Kroeyer Mix) 3:28 3. «Oh L'Amour» (LMC Radio Edit) 3:31 |

### Créditos
Este sencillo tiene dos lados B: «Love Me All Night Long» y «Nothing Lasts Forever», ambos compuestos por (Clarke/Bell) y producidos por Dark Brothers.

En el DVD hay una versión en vivo del clásico de la banda «Victim of Love», de la sociedad autoral (Clarke/Bell).